# Protea speciosa
Protea speciosa är en tvåhjärtbladig växtart som först beskrevs av Carl von Linné, och fick sitt nu gällande namn av Carl von Linné. Protea speciosa ingår i släktet Protea och familjen Proteaceae. Inga underarter finns listade i Catalogue of Life.